# Віринея
«Віринея» (рос. «Виринея») — радянський художній фільм, поставлений на Ленінградської ордена Леніна кіностудії «Ленфільм» в 1968 року режисером Володимиром Фетіним.

## Зміст
Події розгортаються в Сибіру, у складний час приходу влади СРСР, на стику війни і революції. Головна героїня — красива і молода дівчина Віринея. Вона тягнеться до змін, намагається знайти своє щастя. Та село, у якому вона живе, противиться наступаючим змінам. Однак у Віринеї є характер. Вона у змозі протистояти і навіть здійснювати подвиги.

## Ролі
- Людмила Чурсіна — Віринея
- Анатолій Папанов — Савелій Магара, священик
- В'ячеслав Невинний — Павло Іванович Суслов, солдат-втікач, більшовик
- Валентина Владимирова — Онися Єгорівна
- Надія Федосова — Мокеїха, мати Васьки, повитуха
- В'ячеслав Шалевич — Іван Павлович, інженер
- Євген Леонов — Михайло
- Олег Борисов — Василь
- Аркадій Трусов — Антип
- В'ячеслав Сирін — Франц
- Станіслав Чекан — Жиганов
- Олексій Грибов — слідчий

## У титрах не вказані
- Ірина Губанова — бібліотекар Антоніна Миколаївна
- Володимир Дорофієв — Артемон Петрович, селянин з півнем
- Михайло Ладигін — селянин
- Любов Малиновська — попадя
- Віталій Матвієв — селянин, поранений в руку
- Юрій Оськін — селянин
- Павло Первушин — козак
- Сергій Полежаєв — козачий отаман
- Жанна Сухопольска — солдатка
- Любов Тищенко — дружина Михайла
- Валентина Пугачова

## Знімальна група
- Сценарій — Альбіни Шульгіной
За мотивами творів Лідії Сейфулліної
- Постановка — Володимира Фетіна
- Головний оператор — Євген Шапіро
- Режисер — Лев Махтін
- Композитор — Василь Соловйов-Сєдой
- Звукооператор — Григорій Ельберт
- Художник — Лариса Шилова
- Оператор — Лев Колганов
- Редактор — Всеволод Шварц
- Костюми — Лідії Шільдкнехт, Вілі Рахматуліна
- Грим — М. Єранцевой
- Монтаж — Раїси Ізаксон
- Асистенти:
  - Режисера — Н. Окунцова, Л. Наумов
  - Оператора — В. Марков, В. Белянин
  - Художника — Л. Смілова
- Художник-декоратор — Е. Ісаєв
- Оркестр Ленінградської Державної філармонії
  - Диригент — Юрій Серебряков
- Директор картини — Йосип Шурухт

## Нагороди
- Державної премії імені Братів Васильєвих (1970, удостоєна актриса Людмила Чурсіна за ролі у фільмах «Віринея», «Журавушка», «Угрюм-ріка»).